# Гай Ветурий Красс Цикурин
Гай Ветурий Красс Цикурин (лат. Gaius Veturius Crassus Cicurinus; V — IV века до н. э.) — римский политический деятель из патрицианского рода Ветуриев, военный трибун с консульской властью 377 и 369 годов до н. э.
Во время обоих своих трибунатов Гай Ветурий входил в состав коллегии, состоявшей из шести военных трибунов-патрициев. В 377 году до н. э. он вместе со своим коллегой Гаем Квинкцием Цинциннатом, вероятно, набирал войско для защиты города, пока остальные трибуны воевали с внешними врагами. В 369 году до н. э. Гай Ветурий в числе других трибунов продолжил начатую магистратами предыдущего года осаду Велитр, но без каких-либо результатов.